# François De Brigode
Pour les articles homonymes, voir De Brigode.
François De Brigode, né le 9 juillet 1962 à Charleroi, est un journaliste belge de la RTBF et un écrivain.

## Biographie
François De Brigode, né le 9 juillet 1962 à Charleroi, est le fils de Gérard De Brigode, architecte carolorégien et écrivain.
Après ses humanités à l'athénée de Châtelet (dont il sort diplômé en 1980), il étudie le journalisme à l'Université libre de Bruxelles.
Il commence sa carrière professionnelle comme pigiste à RTL pour Eddy de Wilde, puis entre à la RTBF en 1985 et collabore à l'émission Ce soir de la RTBF de Christian Druitte.
C'est à cette époque qu'il rencontre Marie-Bernard Schneiders qui travaille également à la RTBF et qui deviendra sa compagne.
En 1988, il entre au JT, au service société avant le service politique[réf. nécessaire]. Il déménage alors avec sa compagne de Charleroi à Bruxelles. En 1996, il devient chef d'édition du  journal de la mi-journée[réf. nécessaire].Le 1er décembre 1997, il devient le présentateur principal du journal de 19h30. Il a été rejoint par Nathalie Maleux le 2 septembre 2019 pour le présenter en alternance[réf. nécessaire].Il est notamment le présentateur de l'émission spéciale de La Une du 13 décembre 2006, un docu fiction présenté comme un fait réel qui annonce la déclaration d'indépendance de la Flandre. Ce reportage suscite un vif émoi public,.
Depuis septembre 2007, il est aussi la voix du Faux J.T., rubrique de l'émission radio belge Le 6/9, sur NRJ[réf. nécessaire].
En 2011, il présente en compagnie de Johanne Montay l'émission Répondez à la question,.
En 2015, il dévoile au grand public sa passion pour la photographie en présentant ses clichés à la Young Gallery à Bruxelles et son livre Nuages parait aux éditions Lamiroy.
En mars 2024, il indique être franc-maçon depuis les années 1990 comme l'ont été ses parents avant lui.
En septembre 2024, il annonce sa décision de quitter la présentation du JT de la RTBF, après l’avoir présenté durant 27 ans. 
Il présente son dernier JT le 07 novembre 2024.
Le vendredi 10 janvier 2025, il lance Culture en Prime, nouvelle émission hebdomadaire télévisée de la RTBF, sur La Une. De même, il renoue avec la radio dans la tranche 8-9 h le vendredi comme chroniqueur sur Vivacité.

## Hommages et distinctions
En 2017, il est, selon le sondage de l'Institut Ipsos, le présentateur JT préféré des belges et le présentateur de télévision préféré toute catégorie.
En janvier 2025, la ville de Charleroi lui décerne un Beffroi de cristal.